# Табскооб

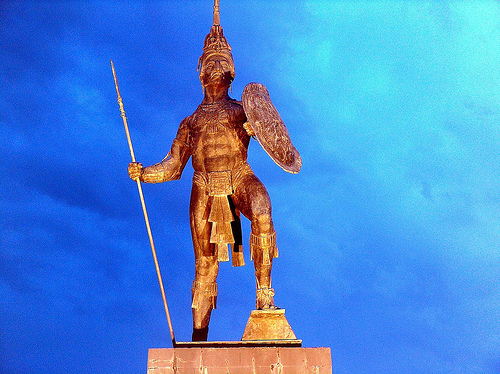
Памятник Табскообу в Вильяэрмосе, Табаско.

Табскооб- halach uinik (правитель майя) юрисдикции Потончан, известный тем, что возглавил чонтальских майя в битве при Чентле против испанских войск под предводительством Эрнана Кортеса 14 марта 1519 года.
Администрация Табскооба поддерживала коммерческие связи с мексиканцами (один из народов завоеванный конкистадорами) и другими юрисдикциями майя, особенно с юрисдикцией Чакан Путум, и её представители после контакта с экспедициями Франсиско Эрнандеса де Кордовы и Хуана де Грихальвы предупредили чонталей о необходимости принять меры предосторожности. 8 июня 1518 года Хуан де Грихальва высадился в провинции Потончан и встретил Табскооба, которому, как говорят, Грихальва подарил свой зеленый бархатный камзол.

## Война против Шикаланго
Между Потончаном и островом Трис находился науталоговорящий город под названием Шикаланго, который был крупным портом в Мексиканском заливе, но из-за того что там жили не представтители расы майя, имел постоянные разногласия с Потончаном. Шикаланго часто пересекали территорию в пределах провинции Табаско. Это привело к войне в 1513 году, в которой Табскооб возглавил армию из 20 000 человек и победил шикалангов.
У туземцев был обычай, что побежденные делают различные подарки победителям. Таким образом, вождь Табскуб получил большое количество рабов, включая Малинцину, ставшую известной как «Малинче».

## Встреча с Хуаном де Грихальвой

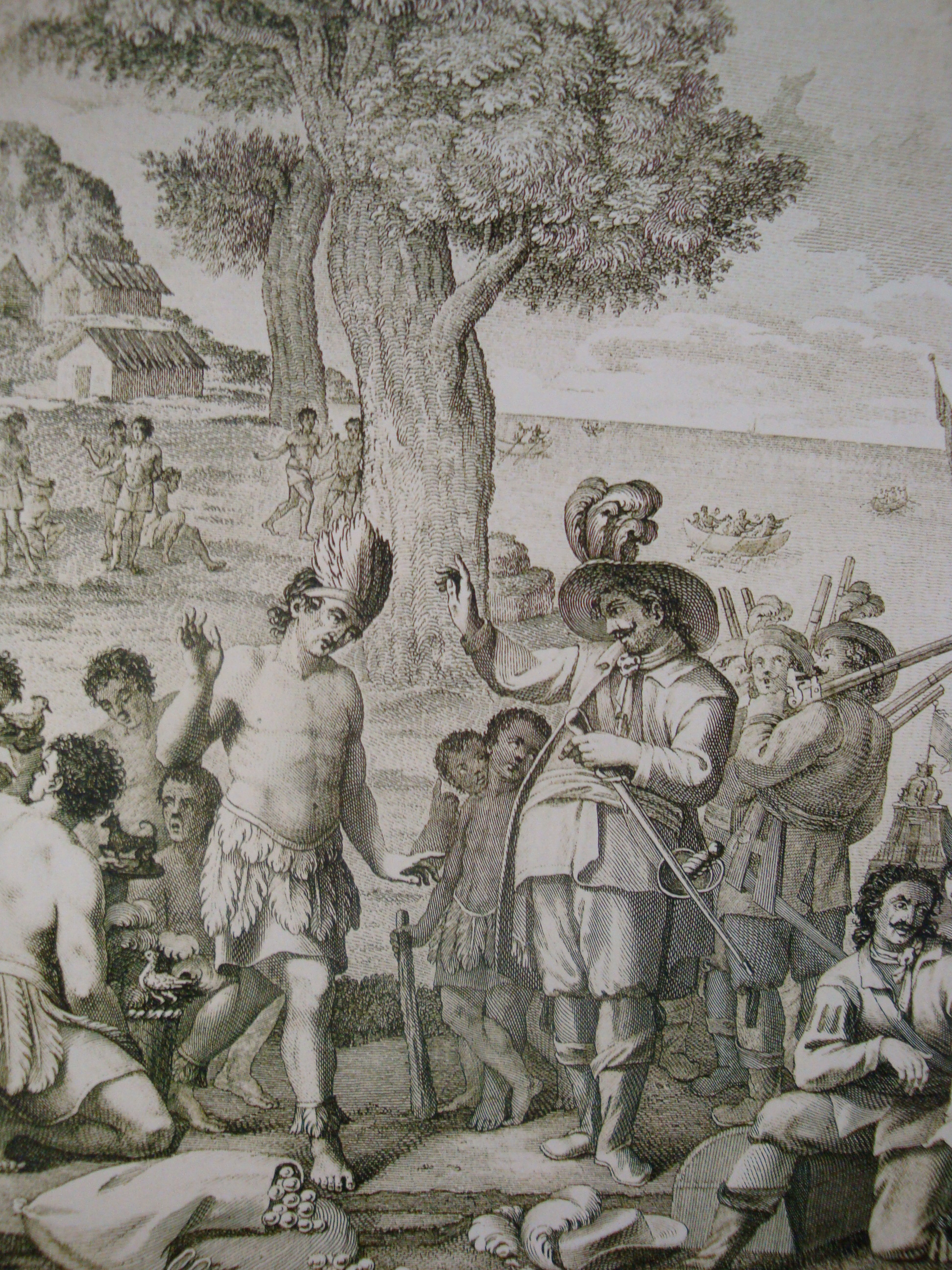
Встреча вождя майя Табскооба с испанцем Хуаном де Грихальвой в 1518 году.

8 июня 1518 года испанец Хуан де Грихальва высадился в Потончане. С помощью переводчиков майя он начал вести дружеский диалог с туземцами, а также льстить им подарками. Грихальва спросил, не позовут ли они своего правителя, чтобы  ему
встретиться и посоветоваться с ним. Как раз вовремя появился Табскооб со своей знатью, приветствуя испанского капитана. Во время разговора обе фигуры обменялись подарками: Грихальве Табскооб подарил золотые пластины в виде доспехов и несколько перьев; тогда как Грихальва подарил вождю майя свой зеленый бархатный камзол.
Табскуб рассказал Грихальве о месте под названием Кулуа, которое находилось «туда, где садится солнце...» где этого материала [как в пластинах] было намного больше. Грихальва, в свою очередь, вежливо поговорил с вождем майя, признав, что он пришел от имени великого лорда по имени Карл V, который был очень добр, и хотел, чтобы они были его вассалами. Табскооб ответил, что они и так живут счастливо, и что им не нужен другой лорд, и что, если Грихальва хочет сохранить свою дружбу с Табскообом, испанская экспедиция должна уйти. Грихальва, запасшись водой и провизией, отправился в Кулуа (современный Сан-Хуан-де-Улуа).

## Прибытие Эрнана Кортеса
12 марта 1519 года испанский конкистадор Эрнан Кортес достиг устья реки Грихальва. Он решил поставить свои корабли на якорь и войти в реку на скифах в поисках великого города индейцев, описанного Хуаном де Грихальвой. Кортес высадился в месте под названием Пунта-де-Пальмарес прямо в устье реки.
Кортес через переводчика сказал некоторым индейцам, находившимся в лодке, что он и его люди «не причинят им вреда, [и что] они пришли с миром и хотели только поговорить с ними». Но Кортес, видя, что туземцы все еще угрожают, приказал погрузить оружие на скифы и вручить его лучникам и мушкетерам, и начал планировать, как напасть на город.

### Взятие Потончана

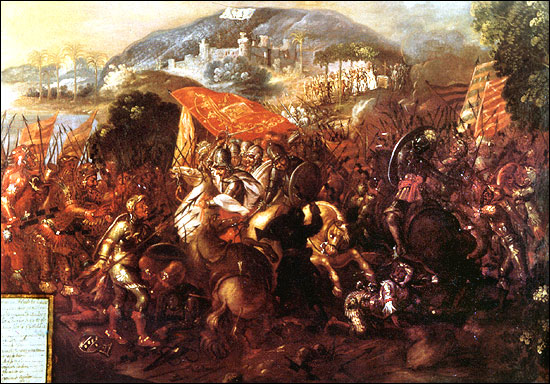
Въезд Эрнана Кортеса в город «Потончан» или «Табаско».

На следующий день, 13 марта 1519 года, Кортес разработал стратегию нападения на Потончан. Он послал Алонсо де Авилу с сотней солдат, которые шли по дороге, ведущей к деревне, а Кортес и другая группа солдат отправились на скифах. Там, на берегу, Кортес сделал «requerimiento» (реквизицию) перед нотариусом короля по имени Диего де Годой, чтобы позволить им высадиться, оформив таким образом первый нотариальный акт в Мексике.
Учитывая отказ индейцев, Кортес решил атаковать, начав бой. Войска Табскооба и Кортеса сошлись в прямом бою. В это время войска Алонсо де Авилы прибыли в тыл поселения, заставив местных жителей бежать и завершив захват города испанскими конкистадорами.

### Битва при Цинтле

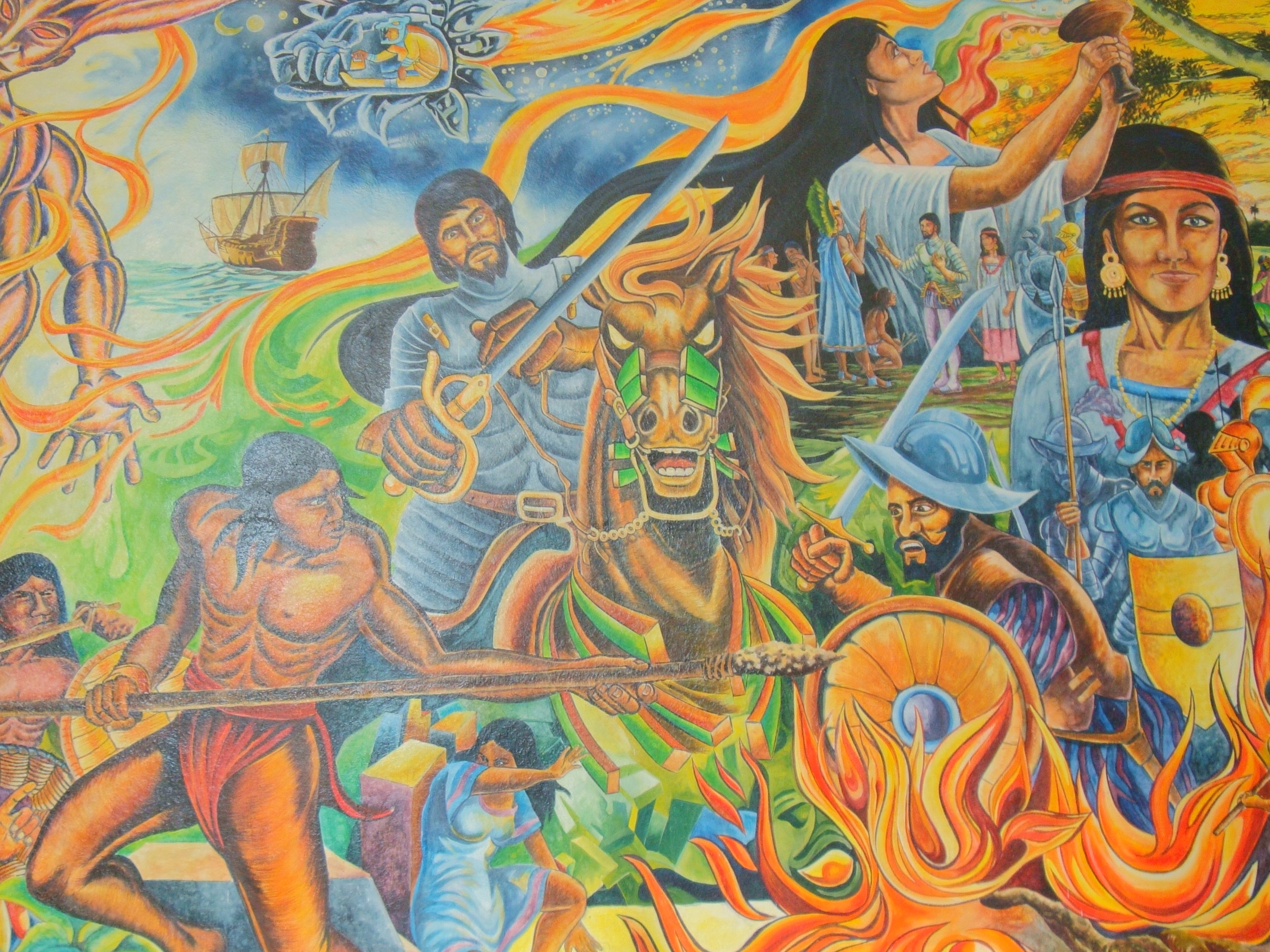
Битва при Цинтле между войсками Табскооба и армией Эрнана Кортеса.

14 марта войска Табскооба, численность которых, по оценке Кортеса, составляла 40 000 человек, сражались на равнинах Цинтлы против испанцев во главе с Эрнаном Кортесом. Последовала битва при Цинтле, которая стала первой крупной битвой испанских конкистадоров на территории, которая позже стала Новой Испанией. Мощь огнестрельного оружия испанцев, а также удивление и страх, вызванные появлением кавалерии (поскольку туземцы никогда не видели лошадей и думали, что животное и всадник - одно целое), в конечном итоге принесли победу испанской армии численностью более 410 солдат.
Несколько дней спустя, 16 апреля, вождь Табскооб и его окружение предстали перед Кортесом, присягнув на верность и подчинение испанской короне. И, согласно индейской традиции, Табскооб подарил Кортесу 20 местных женщин, в том числе Малинцину, которая стала для Кортеса ценным оружием в завоевании Мексики.
Но завоевание Табаско не было достигнуто, так как индейцы часто восставали против испанцев. Потребовалось 45 лет борьбы и интенсивных военных кампаний, прежде чем испанские конкистадоры смогли сломить боевой дух коренных жителей Табаско.

## Название штата Табаско
По одной из версий считается, что от имени Табскооба произошло название мексиканского штата Табаско. В столице штата Вильяэрмосе есть памятник, посвященный его памяти.